# Liste des préfets actuels des départements du Bénin
 (août 2022).
Si vous disposez d'ouvrages ou d'articles de référence ou si vous connaissez des sites web de qualité traitant du thème abordé ici, merci de compléter l'article en donnant les références utiles à sa vérifiabilité et en les liant à la section « Notes et références ».
Cette page dresse la liste des préfets actuels des 12 départements du Bénin.

## Préfets
| Département | Nom                            | Depuis (le)  |
| ----------- | ------------------------------ | ------------ |
| Alibori     | Bello Ky-Samah                 | 2 juin 2021  |
| Atacora     | Déré Lydie Chabi Nah           | 22 juin 2016 |
| Atlantique  | Jean-Claude Codjia             | 22 juin 2016 |
| Borgou      | Djibril Mama Cissé             | 22 juin 2016 |
| Collines    | Saliou Odoubou                 | 2 juin 2021  |
| Couffo      | H. Christophe Mègbédji         | 22 juin 2016 |
| Donga       | Eliassou Biaou Ainin Soulemane | 2 juin 2021  |
| Littoral    | Alain Sourou Orounla           | 2 juin 2021  |
| Mono        | Sènan Sèzro Komlan Zinsou      | 22 juin 2016 |
| Ouémé       | Marie Akpotrossou              | 2 juin 2021  |
| Plateau     | Daniel Valère Setonnougbo      | 2 juin 2021  |
| Zou         | Aimé Firmin Kouton             | 22 juin 2016 |